# Reservoir State Park
Der Reservoir State Park ist ein State Park im Gemeindegebiet von Lewiston im Niagara County, New York, United States. Der Park umfasst 132 acre (53 ha) und bietet Ausblicke zur Robert Moses Niagara Power Plant.

## Geographie
Der Park liegt am Südufer des Robert Moses Power Plant Reservoir und befindet sich innerhalb des Areals der Robert Moses Niagara Hydroelectric Power Plant, nördlich der Gemeinde Niagara Falls. Er gehört der New York Power Authority und wird vom New York State Office of Parks, Recreation and Historic Preservation verwaltet.
Ausbau
2012 wurde ein "Improvement Project" mit einem Budget von  $ 6 Mio. umgesetzt. Die Sportfelder des Parks und die Zugänge zu den Spielplätzen wurden erneuert und eine Warming Hut wurde errichtet.

## Freizeitaktivitäten
Im Park gibt es Picknickmöglichkeiten, Angelgelegenheiten, einen Naturlehrpfad, Spielplätze und Wege sowie ein Modellfluggelände. Außerdem gibt es Tennisplätze, Baseballfelder, Basketballplätze und einen Platz für Roller Hockey. Im Winter ist er ein beliebter Ausflugsort zum Eislaufen.